# Universitatea de Stat Tătară de Umanistică și Educație
Universitatea de Stat Tătară de Umanistică și Educație (în rusă Татарский государственный гуманитарно-педагогический университет, în tătară Татар дәүләт гуманитар-педагогика университеты) este o universitate în Kazan, Federația Rusă. A fost formată în 2005 prin fuziunea mai multor instituții, dintre care unele puneau un accent deosebit pe utilizarea limbii tătare ca mijloc de predare sau pe studiul limbii în sine, de exemplu, Universitatea Pedagogică de Stat din Kazan și Institutul de Umanistică de Stat Tătară (creat în 1996 cu scopul de a extinde educația superioară în limba tătară).

## Despre universitate
Universitatea a fost fondată inițial ca Institutul de Învățători din Kazan (Казанский учительский институт) pe 24 octombrie 1876 în Kazan, Rusia, cu scopul de a pregăti profesori pentru a lucra în liceele orașului. În urma Revoluției Ruse, a fost reorganizat drept Institutul Profesorilor din Kazan în 1918.
A fost ulterior redenumită Institutul Pedagogic Oriental (1922), Institutul Pedagogic Tătar (1931), Institutul Pedagogic de Stat din Kazan (1934) și Universitatea Pedagogică de Stat din Kazan (1994). 
De-a lungul istoriei sale, structura, rolul și numele universității s-au schimbat în funcție de capriciile politicii naționalităților. În 2005, Universitatea de Umanistică de Stat Tătară, Institutul Regional Tătar-American și Universitatea Pedagogică de Stat din Kazan au fuzionat, formând actuala Universitate de Stat Tătară de Umanistică și Educație.
Fuziunea din 2005 a creat patru noi facultăți, ajungând la un total de șaisprezece, cu 28 de specializări și o înscriere totală de peste 15.000 de studenți. În conformitate cu politicile lingvistice ale Republicii Tatarstan și cu rolul universității în educația tătară, unele facultăți oferă cursuri și lecții atât în limba rusă, cât și în limba tătară.